# Mk 7
Mk 7 (United Kingdom Mine, Antitank, Mark 7 (Mk 7)) — противотанковая противогусеничная мина нажимного действия. Разработана в Великобритании, принята на вооружение в 1951 году.

## Описание
Представляет собой плоскую округлую металлическую коробку, внутри помещается заряд взрывчатки, а сверху устанавливается основной взрыватель. В мине предусмотрено гнездо для установки взрывателя неизвлекаемости. Взрыв происходит при наезжании гусеницей танка или колесом автомобиля на верхнюю крышку мины. Время боевой работы мины — от 2 до 10 лет.

## Варианты и модификации
Известны семь модификаций мины.